# Alceste (Haendel)
Pour les articles homonymes, voir Alceste (homonymie).
Alceste (Alcides; HWV 45, HG: 46b, HHA: I/30) est un masque, ou semi-opéra, de Georg Friedrich Haendel.

## Composition
Alceste a été écrit entre le 27 décembre 1749 et le 8 janvier 1750. Haendel a composé cette œuvre comme une musique de scène pour une pièce de théâtre perdue de Tobias Smollett, pièce qui a été répétée au Royal Opera House mais qui n'a jamais été représentée. Haendel réutilise plus tard cette musique dans The Choice of Hercules, HWV 69, dans une reprise d'Alexander Balus, HWV 65, et dans Hercules, HWV 60.

## Structure
Alceste est composée d'une ouverture et de chants pour les actes 1 et 9, et de 19 mouvements.